# Liczba Froude’a
Liczba Frouda (właśc. liczba Froude’a) – liczba podobieństwa, opisująca wpływ siły ciężkości – lub szerzej siły wyporu – na zjawiska przepływu płynów. Jej nazwa pochodzi od Williama Froude’a.
Intuicyjnie, liczba Frouda określa stosunek energii kinetycznej cieczy do energii potencjalnej potrzebnej do odchylenia (wymuszenia) przepływu płynów (cieczy lub gazu).
{\displaystyle F_{r}={\frac {v^{2}}{gL}}}
gdzie:
- {\displaystyle v} – prędkość przepływu płynu,
- {\displaystyle g} – przyspieszenie ziemskie,
- {\displaystyle L} – wymiar liniowy (np. wymiar statku, modelu, głębokość płynu, ew. głębokość fali grawitacyjnej).

Ze względu na fakt, iż w wielu zastosowaniach istotne jest jedynie, czy liczba Froude’a jest mniejsza lub większa od jedności, bywa ona podawana jako pierwiastek wyrażenia podanego wcześniej, tj.
{\displaystyle F_{r}={\frac {v}{\sqrt {gL}}}.}
Liczba Froude’a jest istotnym parametrem podobieństwa np. w hydrodynamice (konstrukcja modeli statków) lub inżynierii lądowej (konstrukcja progów wodnych, upustów zapór itp.).